# Macromitrium incrustatifolium
Macromitrium incrustatifolium là một loài rêu trong họ Orthotrichaceae. Loài này được H. Rob. mô tả khoa học đầu tiên năm 1968.